# Graviera Kritis
Graviera Kritis (Γραβιέρα Κρήτης en griego) es un queso griego con denominación de origen protegida a europeo desde 1996.«Graviera» es un nombre genérico de un tipo de queso tradicionalmente elaborado sólo con leche de oveja, aunque actualmente se permite con mezcla de leche de cabra. Los gravieras son de textura dura y color amarillento. Grecia ha obtenido el reconocimiento como DOP de varios gravieras. El Graviera Kritis es de la isla de Creta, concretamente en la unidad periférica de Rétino. Se hace con leche de oveja, o mezcla de ésta con leche de cabra. Tiene sabor a caramelo quemado. Forma parte de la familia de los gruyeres. Su diámetro tradicional es de 40 centímetros y su peso está entre los 14 y los 16 kilos.
Su tasa de humedad debe ser inferior al 38%. Contiene alrededor de un 40% de materia grasa y menos de un 2% de sal.